# Blue Gender
Blue Gender (яп. ブルージェンダー Буру Дзэнда) — оригинальный аниме-сериал, созданный студией AIC при поддержке Toshiba EMI и впервые транслировавшийся с 10 октября 1999 по 31 марта 2000 год на телеканале TBS.
Аниме было адаптировано в виде манги, публиковавшейся в журнале Dragon Comics издательства Kadokawa Shoten, а также полнометражного мультфильма Blue Gender: The Warrior, вышедшего в 2002 году и представляющего собой компиляцию 26 серий с добавлением нового материала.
Сериал был лицензирован на территории США компанией Funimation Entertainment. В 2003 году показывался по телеканалу Cartoon Network в блоке Adult Swim. Перед трансляцией было вырезано множество сцен насилия и сексуальных моментов. Однако на других американским телеканалах, таких как Colours TV и Funimation Channel, сюжет оставили нетронутым.

## Сюжет
В 2009 году Юдзи Кайдо диагностировали смертельную болезнь, которую невозможно вылечить современными лекарствами. Его помещают в криогенную камеру, чтобы оперировать в будущем. Проходит 22 года, и Юдзи просыпается в разгар битвы между человечеством и гигантскими насекомоподобными существами, известными как Синие, которые за короткий срок заполонили всю Землю и пытаются уничтожить человечество. Люди были вынуждены бежать с планеты в космические колонии. Наиболее крупная из них — Вторая Земля. Во время побега с Земли Юдзи знакомится с Марлен, девушкой-пилотом, которая была послана, чтобы найти «спящих».
Позже выясняется, что генетическое заболевание Юдзи является главным ключом к уничтожению Синих и возвращении Земли. Сам же главный герой объединяется с Марлен и начинает борьбу за мир.

## Список персонажей
Юдзи Кайдо (яп. 海堂 祐司) — главный герой, в 2009 году работал на заправочной станции с лучшим другом Такаси. У него обнаружили неизвестную болезнь (клетки-Б), которую невозможно вылечить и заключили в криогенную камеру на долгий сон, в надежде, что в будущем можно будет найти лекарство. Он просыпается в 2031 году, увидев, что существа, известные как Синие, заполонили всю Землю, и между людьми идёт ожесточённая схватка. Юдзи чувствует себя потерянным и одиноким в новом мире и впадает в депрессию. Он должен адаптироваться к новой жизни.
Сэйю: Кэндзи Нодзима
Марлен Энджел (яп. マリーン・エンジェル Марин Эндзэру) — сирота, в возрасте 10 лет потеряла своих родителей во время атаки Синих. Марлен одна из немногих, которая сумела выжить и попасть на Вторую Землю. С этого момента она посвятила свою жизнь военной службе. В начале кажется очень холодной и жестокой, но постепенно сближается с Юдзи и открывает ему свою истинную сущность. Позже всё, во что Марлен верила, изменилось.
Сэйю: Хоко Кувасима
Тони Фрост (яп. トニー・フロスト Тони Фуросуто) — «спящий», как и Юдзи, был заключён в криогенную камеру. В отличие от него, проснулся уже на Второй Земле. Никому не доверяет. Юдзи всё время совершенствуется, чтобы иметь возможность на равных сражаться с Тони. Он не испытывает никаких эмоций, кроме эйфории, вызванной от уничтожения Синих. Позже выясняется, что Фрост считает себя мессией и имеет собственные планы относительно судьбы человечества.
Сэйю: Хироюки Сато
Алисия Висл (яп. アリシア・ウィッスル Ариса Виссуру) — «спящая», работает в паре с Тони. Она сразу влюбляется в Юдзи и видит в Марлен главное препятствие. Молодая и наивная.
Сэйю: Мива Ясуда
Сэно Мияги (яп. セノ・ミヤギ) — высокопоставленный член научного центра на Второй Земле. Занимался проектом «спящих». Однако из-за их безрассудного использования, вошёл в конфликт с руководством Верховного Совета и создал подпольную группу «Ковчег», главной целью которой является свержение власти. Впоследствии становится новым лидером Второй Земли, но на короткое время.
Сэйю: Кацуносукэ Хори
Рик (яп. リック) — офицер военной элиты. Очень самоуверенный и любит сильных женщин, особенно Марлен.
Сэйю: Дзюнко Хагимори
Дуг Вреисс — высокопоставленный чиновник на Второй Земле, заместитель председателя Верховного Совета. Также является начальником военной станции.
Сэйю: Сюнсукэ Сима

## Музыка
Саундтрек к сериалу за авторством Куниаки Хаисимы был издан в трёх частях с заголовком Gate от лейбла Futureland (Youmex — часть Toshiba EMI) в 1999—2000 годах.
Начальная композиция:
1. «Tokihanate!» («Освободи меня!»), в исполнении Хоко Кувасимы, музыка и аранжировка — Хидэо Сайто, слова — Нэко Оикава

Завершающая композиция:
1. «Ai ga Oshiete Kureta» («Любовь научила меня»), в исполнении Хоко Кувасимы, музыка и аранжировка — Макихико Араки, слова — Нэко Оикава

## Выпуск на видео
Blue Gender сначала выходил в Японии в 2000 году на 13 DVD от Toshiba EMI, по две серии на диск. Некоторые обложки были не для детей. Формат для всех изданий — 1,33:1 (4:3). Японский звук шёл в PCM 2.0.
Во Франции в 2004 году распространителем стала компания Déclic Images. Американское издание на 9 дисках, включавших сериал и фильм, появилось благодаря Funimation Entertainment в 2005 году. Ввиду многочисленных сцен насилия, присутствия секса и обнажённых тел присвоен рейтинг R.
Учитывая время создания, аниме уступает более поздним выпускам. Полнокадровое изображение иногда содержит яркие цвета, но также зернистость и мерцание в передаче. Другие дефекты отсутствуют. Что касается качества видео, то недостатки — вопрос давности материала и это не проблема Funimation. Английский дубляж сериала был в стерео 2.0, а фильма в Dolby Digital 5.1. Качество озвучивания хорошее, с эмоциональным диапазоном. Дополнительные материалы: информация о персонажах и актёрах, аудиокомментарии, тексты песен, трейлеры, галерея изображений и эскизов, расширенные версии композиций «Break Free» и «Love Taught Me», ремикс «Tokihanate», японские рекламные ролики.
Сериал также был размещён для просмотра на сервисах Bandai Channel и Prime Video.

## Отзывы
CBR включил сериал в список 25 мрачных аниме, которые становятся всё темнее (выживание здесь считается безнадёжным делом). Мир столкнулся с эпидемией, по сравнению с которой «СПИД похож на насморк». Журнал Animerica заметил, что в постапокалиптической истории Blue Gender есть что-то от «Рип ван Винкля» и несмешной версии Фрая из «Футурамы». Невинность героя подчёркивает суровость мира, в котором он пробуждается. Юдзи открывает глаза и обнаруживает, что находится в похожем на гроб контейнере, быстро движущемся по неосвещённому коридору — много японских аниматоров смотрели «Лестницу Иакова». Некоторые могут сравнивать Blue Gender с фильмом «Звёздный десант», но сюжет имеет лишь поверхностное сходство и не похож на массовую охоту на насекомых. Человечество не защищает Землю, которая уже занята противником. Если аниме и сопоставлять с другими выпусками, то лучше с работами Рёсукэ Такахаси, такими как Armored Trooper Votoms, Gasaraki и Blue Comet SPT Layzner. Blue Gender, с его бесконечным количеством крови и смертей, определённо не для детей. Мрачный и без юмора сюжет делает его непригодным для поклонников лёгких сериалов. Но если нравятся экшен, меха, твёрдая научная фантастика и глобальные сюжеты, у этого аниме есть что предложить. По мнению журнала «Мир фантастики», Blue Gender вписывается в сценарий апокалипсиса подобно циклам «Война с Послинами» Джона Ринго, «Война против Кторра» Дэвида Герролда и фильму «День независимости». На первый взгляд, цивилизация безвозвратно погибла. Однако часть людей превратилась в закалённых головорезов с космическими технологиями. Современному человечеству остро не хватает новых горизонтов, которых хочется достичь; земель, открытых для покорения. Людям тесно на Земле, у них перед глазами звёзды. Они заплатили за это страшную цену, потеряв дом, друзей и любимых. Им принадлежит только одна выжженная планета, но скоро в их руках будет Вселенная.
Сайт THEM Anime назвал Blue Gender разочаровывающим, переходящим от захватывающего повествования к скучному. Сериал заставляет принять сюжетные повороты в жанре ужасов, такие как «Мне нравится этот побочный персонаж, но да! Они мертвы!». Перспективы развития героев в первых эпизодах выглядят неплохо. Чётко представлены две константы — Юдзи и Марлен, ради которых аудитория вынуждена продолжать смотреть и наслаждаться. Первый в самом начале преодолевает одну из основных черт «героя поневоле», доказывая, что «Я не боец / Синдзи». Этот рост зрелости обеспечивает очень реалистичный фон для интересных отношений между ним и Марлен. К сожалению, примерно в середине сценарист решил пойти по иному пути: Юдзи преодолел «дилемму Евангелиона» и внезапно превратился в незрелого; Марлен, которая в начале была удивительной — «холодно снаружи / тепло внутри», вышла из своей оболочки и сыграла роль матери. Финал лишь завершает разочаровывающую последнюю половину, содержащую примерно столько же проповедей за один час, сколько было во всей «Принцессе Мононоке», и превращается в одну из самых нудных и довольно скучных попыток. Сцены борьбы с «синими» и несколько трогательных моментов между персонажами — единственное спасение. В итоге это среднее и приятно нарисованное аниме потратило впустую весь потенциал. Поэтому рекомендуется смотреть RahXephon.
Главная проблема Blue Gender — это явная экономия бюджета. Подозревать студию AIC в некомпетентности сотрудников оснований нет. Антагонисты на самом деле не насекомые и выглядят в лучшем случае менее похожими на жуков, чем в «Звёздном десанте». Поклонники Gunparade March: The New March могут пройти мимо, но события сериала не просто с первых кадров бросают зрителей в самое пекло войны с чужой расой в 2031 году, и делают это довольно оригинальным способом: Юдзи из анабиоза приходит в себя, когда его капсулу швыряют на пол, а снаружи творится абсолютная разруха вследствие господства «синих». Здесь не прогулка по вечернему Геофронту. Дальнейшие события развиваются стремительно, большой плюс в том, что скучать при просмотре не придётся — сказывается опыт Рёсукэ Такахаси. К пятой серии в живых остаётся всего два героя из тех, с кого всё начиналось, не говоря о том, что погибло много невинных людей. Неотвратимо и бессмысленно, как на любой войне. При этом в Blue Gender отсутствует ключевая проблема многих сериалов в жанре меха: нет разделения на бытовую комедийную и боевую части (сладкую и горькую как в «Стальной тревоге» или Gunparade March). Однако сюжет обладает массой нестыковок — например, на каком языке говорит всё население Земли, если японца Юдзи понимают и корейцы, и казахи, и Марлен Энджел. Есть штампы, использованные в каждом втором постапокалипсисе. Лучшие умы человечества рассуждают о влиянии Б-клеток на «спящих», что смысла происходящему не добавляет. Во второй половине наступают идея мессианства и «Конец Евангелиона». Аниме спасает динамика, потому что изображение и дизайн бывают отвратными. Если на статичных кадрах и крупных планах работа качественная, то в движении ситуация ухудшается. Лучше обстоят дела с персонажами, хотя сходство Марлен и Армитаж заметно сразу. Дизайнеры смотрели «Евангелион», в результате при виде совета Второй Земли и доктора Мияги становится ясно, что Seele и Гэндо Икари опять взялись за старое.